# Jean-Jacques Annaud
Jean-Jacques Annaud (* 1. října, 1943, Juvisy-sur-Orge, Francie) je francouzský filmový režisér, scenárista a producent.

## Životopis
Narodil se v Juvisy-sur-Orge na jižním předměstí Paříže ve Francii.
Svoji kariéru zahájil režií televizních reklam na konci 60. a počátkem 70. let. Jeho první film, Vítězství se zpěvy (Black and White in Color) z roku 1976, obsahovalo námět pocházející z jeho osobní zkušenosti získané během vojenské služby v Kamerunu. Film získal Oscara za nejlepší cizojazyčný film.
Jeho třetí film Boj o oheň (La Guerre du feu/Quest for Fire) obdržel 2 Césary za nejlepší film a nejlepší režie.
V roce 1986 režíroval Jméno růže, filmovou adaptaci populárního románu Umberta Eca Jméno růže. Filmová verze se scénářem Andrewa Birkina získala 2 filmové ceny BAFTA a získala na dalších festivalech celkem 14 cen a 2 nominace. Celkem 4 roky strávil přípravou filmu, cestoval napříč Spojenými státy a Evropou, aby našel nejlepší lokace pro film a herecké obsazení. Cítil se osobně zaujatý na projektu, protože se celý život zajímal o středověké kostely a měl velké znalosti ohledně latiny a řečtiny, která je protkaná celým filmem. Navzdory všem jeho přípravám a zaujetí pro projekt, film podle některých kritiků nevystihl ducha knihy.
Za film Sedm let v Tibetu, filmovou adaptací románu Heinrich Harrera, dostal doživotní zákaz vstupu do Číny, stejně jako účinkující herci Brad Pitt a David Thewlis.
Svůj poslední film režíroval v roce 2006 pod názvem Doba kamenná (Sa majesté Minor), který byl natáčen v Benitatxellu a v Benigembla, nacházejícím se v oblasti Marina Alta, v kraji Valencie.

## Filmografie
- 1976 Vítězství se zpěvy (Noirs et Blancs en couleurs)
- 1978 Hlavička (Coup de tête)
- 1981 Boj o oheň (La Guerre du feu)
- 1986 Jméno růže (Le Nom de la Rose)
- 1988 Medvědi (L'Ours)
- 1991 Milenec (L'Amant)
- 1995 Křídla odvahy (Les Ailes du courage)
- 1997 Sedm let v Tibetu (Sept ans au Tibet)
- 2001 Nepřítel před branami (Enemy at the Gates)
- 2004 Dva bratři (Deux Frères)
- 2007 Doba kamenná (Sa majesté Minor)
- 2015 Totem vlka (Le Dernier Loup)